# Roberta McCain
Roberta Wright McCain (Muskogee, 7 de fevereiro de 1912 - Washington, D.C., 12 de outubro de 2020) foi esposa do almirante John S. McCain, Jr. (casada entre 1933 a 1981) e mãe do ex-senador e duas vezes candidato a presidente John McCain, morto em 2018. McCain morreu em 12 de outubro de 2020, aos 108 anos.

## Início de vida
Roberta Wright e sua irmã gêmea, Rowena, nasceram em Muskogee, no Oklahoma em 7 de fevereiro de 1912. Seu pai, Archibald Wright (1876 -1971), um magnata do ramo de petróleo de Los Angeles, e sua mãe Myrtle Fletcher (1885 - 1972), casaram em Cleburne, Texas, em 18 de junho de 1901.

## Família
Em 21 de janeiro de 1933 fugiu para casar com o futuro almirante John S. McCain Jr., filho de um oficial da marinha. Teve três filhos com John: Sandy McCain Morgan (nascido em 1934), John McCain (nascido em 1936), e Joe McCain (nascido em 1942).
O seu filho John foi feito prisioneiro na Guerra do Vietnã durante cinco anos e meio. Quando foi informada sobre a libertação do seu filho em 15 de março de 1973, como este terá gritado palavrões ao telefone, a resposta da Sra. McCain foi: "Jonh, eu vou aí e lavar a sua boca com sabão!".
Roberta tem como hobby viajar, fazendo longas viagens longe de casa. Em 22 de outubro de 2009, durante uma viagem que fez a Portugal, foi hospitalizada após cair e machucar a cabeça.

### Campanha presidencial de 2008
“Obama é mais branco que eu”

— Ao referir-se a Barack Obama
McCain fez campanha para o filho durante a campanha presidencial de 2008, e permaneceu ativa, apesar de sua idade avançada.